# Tegenaria levantina
Tegenaria levantina är en spindelart som beskrevs av Jose Antonio Barrientos 1981. Tegenaria levantina ingår i släktet husspindlar, och familjen trattspindlar.
Artens utbredningsområde är Spanien. Inga underarter finns listade i Catalogue of Life.